# 乃木静子

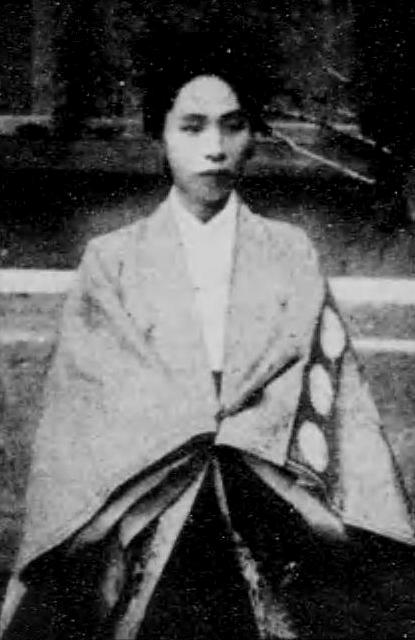
乃木静子

乃木 静子（のぎ しずこ、安政6年11月6日〈1859年11月29日〉 - 1912年〈大正元年〉9月13日）は、幕末から明治期にかけての女性で、陸軍大将乃木希典の妻。

## 生涯

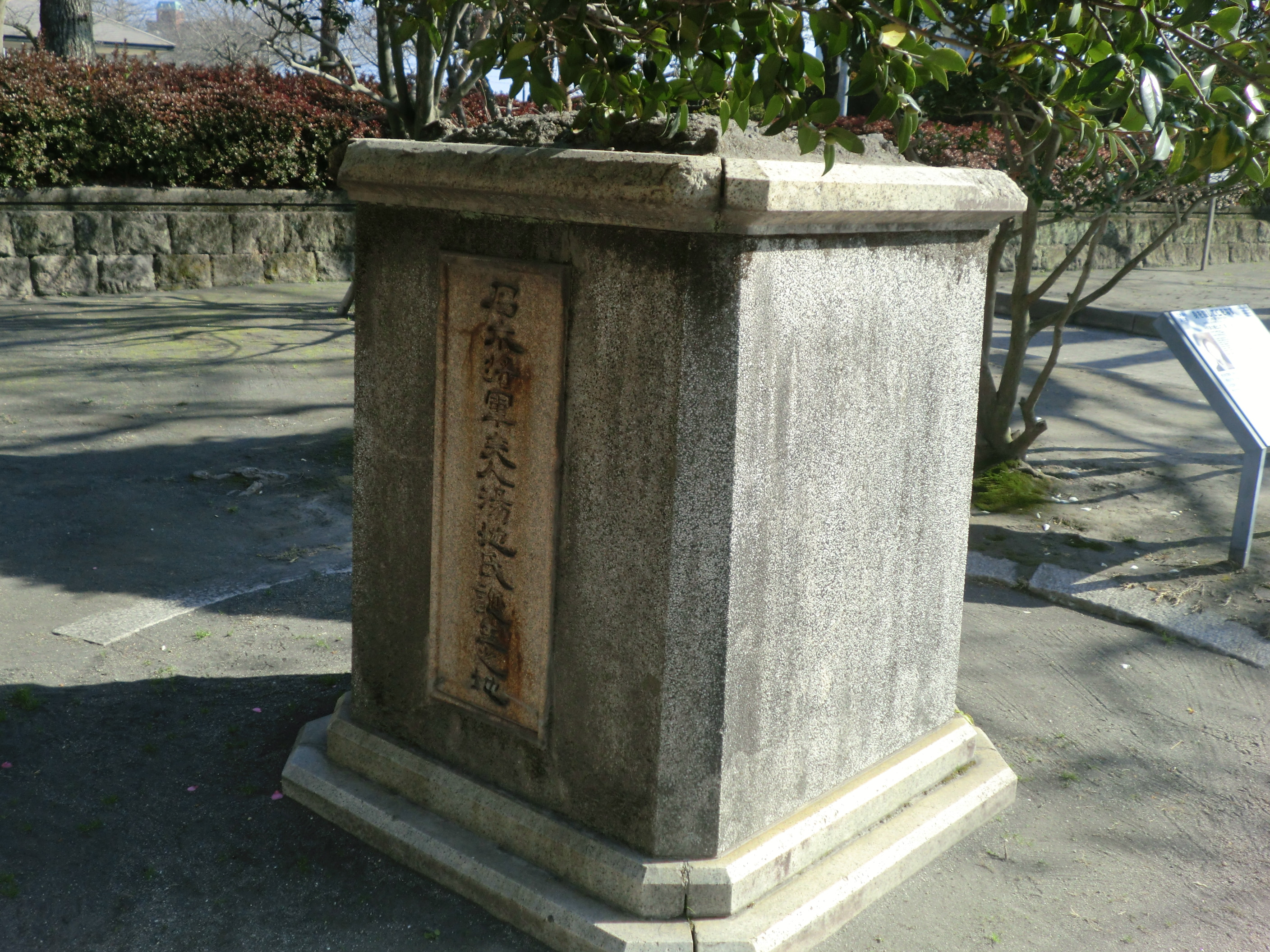
生誕地（鹿児島市甲突町）

安政6年（1859年）11月6日、鹿児島藩医・湯地（ゆち）定之と貞子夫妻の4女（7人兄弟姉妹の末っ子）として薩摩国鹿児島郡鹿児島近在塩屋村（現在の鹿児島県鹿児島市甲突町）に出生。幼名はお七、またはお志知。
明治5年（1872年）12月2日、数え14歳の時に海外留学から帰国した長兄・定基に呼び寄せられる形で家族揃って東京赤坂溜池2番地の湯地定基邸に転居し、麹町区の麹町女學校（現・千代田区立麹町小学校）を卒業した。
陸軍軍人・伊地知幸介や野津鎮雄らの勧めにより、躊躇しながらも数え20歳で乃木希典と結婚。「静子の方が希典に対して興味・想いを持っていた」とされる文献もあるが、これは間違いである。事実は逆で、希典の方が「鹿児島の女子しか嫁に貰わぬ」と述べている。
長男・勝典を始め、4人の子宝に恵まれるが、勝典と次男・保典を残し、下の二人は生後、間もなく夭折する。新婚当時は生活も厳しく、貧しい生活をしている上に姑・壽子（ひさこ、久子表記での文献有り）との確執もあり、苦労・苦悩が続き、1年半ほど勝典・保典を連れて別居している。
日露戦争が開戦すると、出征する希典（出征時は陸軍中将）・勝典・保典（2人とも出征時は既に陸軍少尉）に銀座の高級化粧品店・資生堂で1つ9円（当時の一般の成人女性の給与の約2か月分）する香水2つと8円の香水1つの計3つを購入して贈った。当初、静子は9円の香水を3つ購入して3人にそれぞれ贈るつもりだったが、9円の香水が2つしかなかったため、9円の香水を勝典と保典に、8円の香水を希典に贈った。静子がそのような香水を贈ったのは、戦死した際に遺体から異臭が放たれれば夫と愛息が不憫この上ないという想いからであった。
1904年（明治37年）5月27日、勝典が金州南山（通称：金山または南山）で銃弾に打たれて腸を損傷、向こう側が丸見えになるほどの風穴が開き、軍医による手術・治療を受けるも出血多量で戦死した（死後、1階級特進で陸軍中尉に昇進）。この後、勝典の戦死の知らせを聞いた静子は深い哀しみに暮れ、三日三晩泣き続け、一説には血の涙を流したともいわれる（恐らくは血を流しているかのように見えるほど赤く泣き腫らした顔を指しているものと想われるが、実際に血の混じった涙を流したと記す文献もあり、真偽は不明）。
1904年（明治37年）11月30日、苦戦を強いられていた帝国陸軍は第3軍司令官・希典と児玉源太郎大将の戦略で203高地を進軍していたが、この時に保典が砲弾に撃たれたショックで岸壁から滑落、岩場に激突し、頭が砕けて戦死した（即死。保典も勝典と同じく、1階級特進で陸軍中尉昇進）。不思議なことに、保典が戦死したという知らせを聞いた時、静子は何故か勝典が戦死した時のようには泣き崩れず、落ち着いた様子で戦死の事実を受け入れたという。一説には保典が戦死する事を予知していたのではないかとも言われる。
全ての子供を先に亡くした静子は、そのショックから生きた感じを見受けられないような外見になっていたといわれる。晩年は盆栽などをわずかな楽しみとしたといわれる。

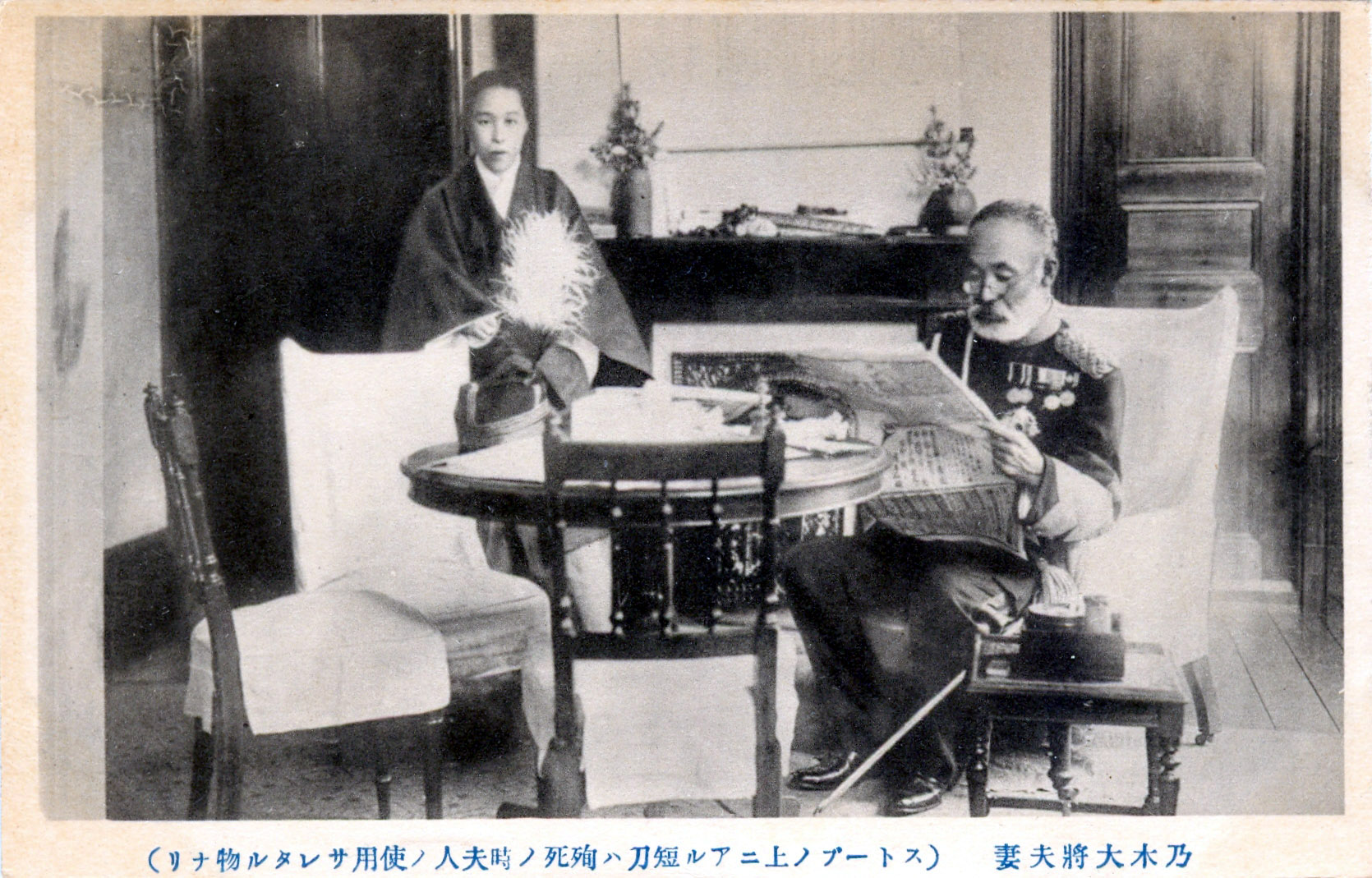
自決当日の乃木夫妻

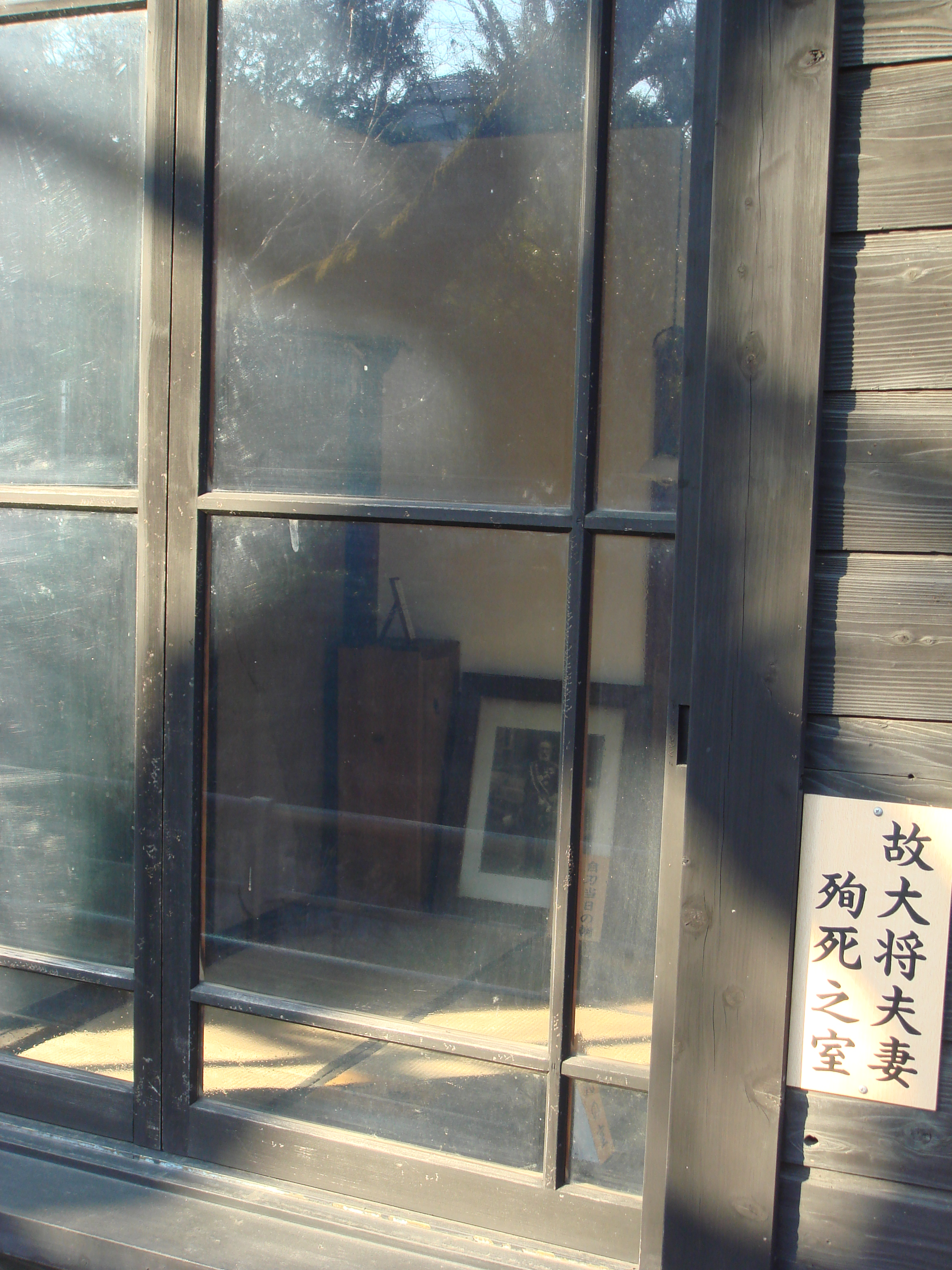
乃木夫妻が自刃した部屋

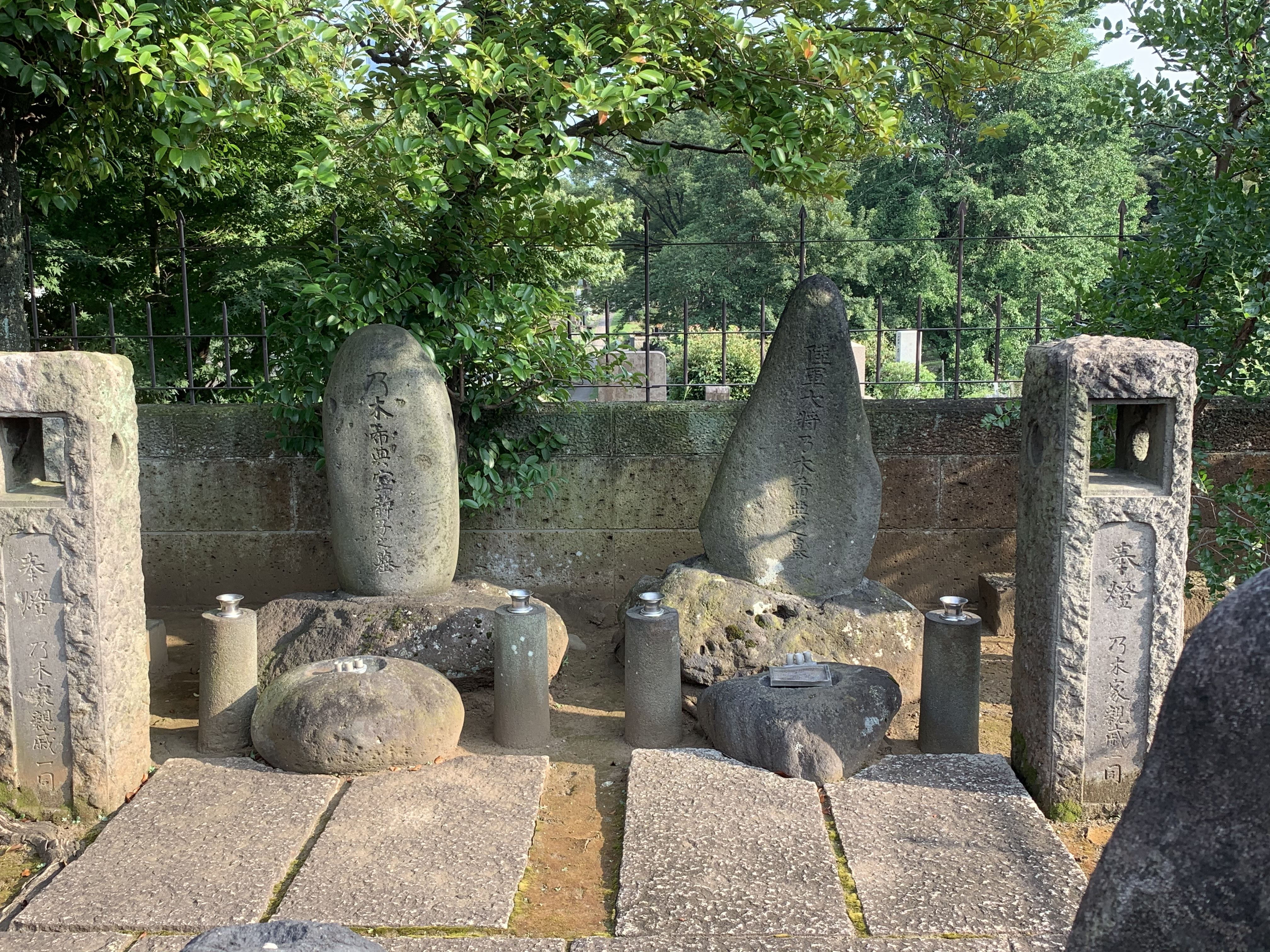
乃木希典（右）と静子の墓

1912年（明治45年）7月、明治天皇が崩御、その後の1912年（大正元年）9月13日、明治天皇を追って夫・希典と共に東京市赤坂区新坂町（現：東京都港区赤坂八丁目）の自邸にて胸を突き殉死した。享年54（満52歳）。
夫・希典の遺書には、死後のことで不明な点は静子に聞くよう記されていた。すなわち希典は、遺書を書いた時点では静子が自分と共に死ぬことを想定していなかった。しかし、静子は前述の通り4人の子供全員に先立たれたショックから立ち直ることができず、夫と共に死ぬ道を自ら選んだのではないかとも言われている。
なお、自決の場所となった自邸は、希典の遺志により東京市に寄贈され、1913年（大正2年）に「乃木公園」として開園し、1950年（昭和25年）以降は東京都港区が管理している。園内に乃木邸と厩舎が保存されている。

## 家族

### 乃木家
- 乃木希典（1849-1912 - 夫
- 乃木勝典（1879-1904）- 長男
- 乃木保典（1881-1904）- 次男
- 乃木恒子（1885-1886）- 長女
- 乃木直典（1889-1889）- 三男

### 湯地家
「湯地」は「ゆち」と読む。
- 父 - 湯地定之（さだゆき）：鹿児島藩侍医。
- 母 - 湯地貞子（さだこ）：鹿児島藩士である池田家の娘で、結婚前の幼名は天伊（てい）。次女・三女の結婚後の名前に「てい」の読みがあるのは実母の幼名から採られている。
- 長兄 - 湯地定基（さだもと）：貴族院勅選議員、根室縣令（1843-1928）。
- 次兄 - 湯地定廉（さだかど）：海軍大尉[6]。
- 末兄 - 湯地定監（さだのり[2]）：海軍機関中将、貴族院議員[2]。
- 長姉 - 名前不明：夭折。永らくの間は次女と同一人だとされていたため、名前も「馬場貞子」と思われていた。
- 次姉 - 幼名不明：結婚後に馬場貞子（ていこ）となる（母親の名前と同じ字画なので区別するためと思われる）。姉の夭折により実質的な長女として育てられたため、永らくの間は本来の長女の名前が馬場貞子であるとされ、次女である当人が夭折したとされていた。自決した希典・静子夫妻の遺体を発見したのは彼女である。
- 末姉 - 湯地お六：結婚後に柴テイとなる（てい・てい子・テイ子などと表記する文献もある）。静子と最も歳が近いため、特に仲が良かったといわれる。
- 甥 - 湯地孝：国文学者。定監の子。
- 甥 - 湯地定敏：第百四十七銀行（現鹿児島銀行）第七代頭取。定廉の子[7]。
- 大甥 - 湯地朝雄：文芸評論家。孝の子。

## 関連作品
- 宿利重一『乃木静子』（春秋社、1941年（昭和16年）など）
- 福岡徹『華燭〜乃木静子の生涯〜』（文藝春秋、1971年〔昭和46年〕）
- 渡辺淳一『静寂の声 乃木希典夫妻の生涯』（全2巻、文藝春秋、のち文春文庫）。1990年にテレビ朝日でドラマ化、演：竹下景子
- 司馬遼太郎『殉死』現在は文春文庫ほか
- 『坂の上の雲』（NHK、演：真野響子）